# Cotmanhay
Cotmanhay – wieś w Anglii, w hrabstwie Derbyshire, w dystrykcie Erewash. Leży 14 km na północny wschód od miasta Derby i 183 km na północny zachód od Londynu.